# 新松奇
新松奇（波蘭語：Nowy Sącz）是波兰小波兰省的一个城市，約有8萬名居民，是該省第三大城。
在第一次瓜分波蘭至1918年間，新松奇被哈布斯堡君主國底下的加利西亞王國統治，德語名為。

## 友好城市
- 美国佐治亚州哥伦比亚县
- 波蘭埃尔布隆格
- 匈牙利基什孔豪洛什
- 以色列内坦亚
- 斯洛伐克普雷绍夫
- 義大利莫利塞大区
- 德国施韦尔特
- 捷克旧柳博夫尼亚
- 乌克兰斯特雷
- 波蘭塔尔努夫
- 立陶宛特拉凯
- 挪威纳尔维克